# Арсірій Сергій Сергійович
Сергі́й Сергі́йович Арсірій — старший сержант Збройних сил України, учасник російсько-української війни.

## З життєпису
Учасник російсько-української війни. Станом на січень 2018 року проживає в місті Новоукраїнка.

## Нагороди та вшанування
- Указом Президента України № 878/2019 від 4 грудня 2019 року за «особисті заслуги у зміцненні обороноздатності Української держави, мужність і самовіддані дії, виявлені у захисті державного суверенітету та територіальної цілісності України, зразкове виконання військового обов'язку» нагороджений орденом «За мужність» III ступеня[2].